# Vintertid i Dyrehaven
Vintertid i Dyrehaven er en dansk dokumentarfilm fra 1917.
Filmen er en sort-hvid stumfilm på omkring 5 minutter og 40 sekunders varighed optaget på 35 millimeter film med Nordisk Films Kompagni som produktionsselskab. 
Det Danske Filminstitut (DFI) har ikke registreret hvilke personer der stod bag filmen.
Filmen består af en række indstilninger med sparsom panorering, og DFI beskriver den således:
"Dyrehaven i sne. Peter Lieps hus. Skiløbere og slædefart. Kælkning ned ad bakke. Rådyr i sne. Kunstmaler arbejder. Skovens dyr i sne ved foderhuse. Natur. Jægersborg hegn. Vinter."